# Odontogryllodes latus
Odontogryllodes latus är en insektsart som beskrevs av Lucien Chopard 1969. Odontogryllodes latus ingår i släktet Odontogryllodes och familjen syrsor. Inga underarter finns listade i Catalogue of Life.